# Spathiphyllum grazielae
Spathiphyllum grazielae är en kallaväxtart som beskrevs av Lyman Bradford Smith. Spathiphyllum grazielae ingår i släktet Spathiphyllum och familjen kallaväxter. Inga underarter finns listade.